# Новиков Михайло Леонтійович
Михайло Леонтійович Новиков (1915-1957) — радянський вчений, винахідник і конструктор, доктор технічних наук, лауреат  Ленінської премії.

## Біографія
Народився 25 березня 1915 року в сім'ї робітника-металіста в Іваново-Вознесенську (за іншими даними - в розташованому неподалік с. Юріково Авдотьїнської волості Шуйського повіту, нині Іванівського району).
З 16-річного віку працював на заводі учнем слюсаря, слюсарем і бригадиром. У 1934 році вступив до МВТУ. Після другого курсу призваний до Червоної армії і зарахований слухачем  Військово-повітряної інженерної академії імені Жуковського.
У 1940 році закінчив академію і працював там же на кафедрі «Конструкція авіаційних двигунів»: молодший викладач, старший викладач, доцент, професор, начальник кафедри. Останнє військове звання - полковник. Доктор технічних наук (1955).
Головний конструкторський винахід - косозуба зубчаста просторова передача з  новим зачепленням, що володіє підвищеною несучою здатністю (зубчаста передача Новікова). Також був автором багатьох інших винаходів.
Помер в 1957 році у віці 42 років. Похований на Головинському кладовищі в Москві.

## Нагороди
- Орден Червоної Зірки
- Ленінська премія 1959 роки (посмертно)
- П'ять медалей